# Laputa (film)
Laputa je český film režiséra Jakuba Šmída z roku 2015, jedná se o jeho celovečerní debut. Děj se odehrává kolem kavárny Laputa, kterou si zařídila hlavní hrdinka filmu Johanka (Tereza Voříšková). Film se točil v Lysé nad Labem a okolí od 10. září 2014.

## Obsazení
| Tereza Voříšková | Johanka  |
| Marika Šoposká   | Niko     |
| Igor Orozovič    | Merlot   |
| Petr Stach       | Kokos    |
| Pavel Gajdoš     | Miky     |
| Luboš Veselý     | Šimon    |
| Ivana Chýlková   | matka    |
| Klára Melíšková  | Kateřina |
| Oldřich Hajlich  | Tony     |
| Jakub Gottwald   | Felix    |
| Johanna Tesařová | babička  |
| Alena Bazalová   | Andy     |
| Denisa Barešová  | Bára     |

## Ocenění
Tereza Voříšková byla nominována na Českého lva v kategorii nejlepší ženský herecký výkon v hlavní roli.

## Recenze
- Tomáš Stejskal, iHNed.cz
- František Fuka, FFFilm
- Mirka Spáčilová, iDNES.cz
- Věra Míšková, Novinky.cz